# Киприян Слепченски
Киприян Слепченски (на македонска литературна норма: Кипријан Слепченски) е български православен монах, загинал мъченически на Великден 1780 година и канонизиран за светец от Македонската православна църква – Охридска архиепископия в 2017 година.

## Житие
Киприян е служил в Слепченския манастир „Свети Йоан Предтеча“. Според историка Сашо Цветковски  е роден около 1720 година, тъй като към датата на смъртта си е на около 60 години. Става игумен на манастира.
Съществува ценна приписка от 1780 година за мъченическата смърт на Киприян на български език, на местен говор. Неизвестен автор добавя тази приписка в Слепченското четвероевангелие от 1548 година на известния български духовник и книжовник Висарион Слепченски. В приписката на неизвестния автор се казва, че през 1780 година в средата на лятото станала скъпотия и че турците ограбили манастира в Слепче и изгорили игумена. Записът гласи:
| „ | На ΑΨΠʹ [1780] сѐтѡ лѣ[то] се стори ска̀пїя пчѐницата помина кѝлото два̀наисетъ гро̀ша и храшта помина килото с осмъ гроша и раната за имаїнето се стори скапа сеното помина по три лири скапіа. И сѐтѡ лѣто на ΑΨΠʹ мца апрїлия на денъ велики четвртокъ на вечерта влѐгоа харамїи турци колунци опфати игумена Кѵприа̀на и го мачиа со о̀ганъ го го̀риа за а̀спри и а̀спри немаше да мо дадитъ го изто̀реа три дни бист на великъ денъ почина... | “ |

Записано е още, че при обира на манастира разбойниците откраднали и свети мощи със сребърна кутия, която струвала 120 гроша, три икони, мед, руба и всичко, което намерили в храма, отнесли в Монастир (Битоля).
Игумен Киприян е погребан в двора на църквата в Слепче.
Приписката е важна не само от историческа гледна точка, но и от езикова, тъй като е написана на български език, на битолски говор. Четвероевангелието на Висарион Слепченски се намира в Националната библиотека в Белград, Сърбия под номер Рс 102. Манастирът в Слепче е известен литературен и преводачески център в Средновековието и Османско време. Книжовната дейност тук възниква през XI век и в продължение на осем века са създавани ценни ръкописи. За съжаление, този ценен скрипторий е разграбен през XIX век, а ръкописите са отнесени в Русия, Сърбия и други места.

## Канонизация
Светият архиерейски синод на Македонската православна църква на редовно заседание, проведено на 24 февруари 2017 година, взима решение за канонизацията на Киприян Слепченски. Македонската църква твърди, че при ремонтни работи в манастира е открито сребърно ковчеже с негови мощи. На 30 април 2017 година, неделята на светите жени мироносци, в Слепченския манастир е отслужена света архиерейска божествена литургия, на която свещеномъченик Киприян е включен в диптиха на светците. Литургията се води от архиепископ Стефан Охридски и Македонски в съслужение с митрополитите Петър Преспанско-Пелагонийски, Тимотей Дебърско-Кичевски, Агатангел Повардарски, Пимен Европейски, Иларион Брегалнишки, Йосиф Тетовско-Гостиварски, епископ Климент Хераклейски, архимандритите Партений, Нектарий и Никола и игумените Серафим, Агатон и Григорий.